# Siarhei Hòtsmanau
Siarhei Hòtsmanau   (Karasu, 27 de març de 1959) (Сяргей Анатолевіч Гоцманаў) és un exfutbolista belarús de la dècada de 1980.
Fou 3 cops internacional amb la selecció de Belarús i 31 amb la Unió Soviètica.
Pel que fa a clubs, defensà els colors de Dinamo Minsk, Brighton & Hove Albion FC, Southampton FC i Minnesota Thunder.